# Banovac
Banovac, banski denar o banica són les denominacions d'una moneda encunyada i usada a Croàcia entre 1235 i 1384. Els diferents noms amb què es va conèixer aquesta moneda deriven de les paraules ban i denarius. El ban és un títol nobiliari usat a diversos territoris de l'Europa central i sud-oriental que se sol traduir com a «virrei», mentre que el denarius és una moneda que circulava a l'Imperi Romà.
El banovac incloïa la imatge d'una marta (en croat kuna), ja que les pells d'aquest animal eren un bé molt preuat i es feien servir com a forma de pagament tant a Eslavònia com a Dalmàcia i el litoral croat. Aquesta va ser una de les raons que va dur la República de Croàcia a anomenar kuna la seva nova moneda nacional el 1994, arran de la desintegració de Iugoslàvia. Les primeres monedes de banovac es van encunyar a Pakrac, i a partir del 1260 a Zagreb.
Aquestes monedes duien les següents llegendes en llatí:
- MONETA REGIS P SCLAVONIA, o «moneda del rei d'Eslavònia», les més corrents
- MONETA B REGIS P SCLAVONIA (Moneta Belae regis pro Sclavonia), o «moneda de Béla, rei d'Eslavònia», escasses
- MONETA DVCIS P SCLAVONIA, o «moneda del duc d'Eslavònia», escasses
- MONETA REGIS P VNGARIA, o «moneda del rei d'Hongria», rares

Inicials i senyals que identifiquen els diferents membres de la dinastia Árpád en les monedes:
- Rei Béla IV (1235-1270):
  - o – o
  - lliri – lliri
  - ocell – ocell
  - h – R (ban Henricus Németújvári, 1267-1270)
- Rei Esteve V (1270-1272)
  - S – R (Stephanus Rex)
  - R – S (Rex Stephanus)
- Rei Ladislau IV (1272-1290)
  - R – L (Rex Ladislaus)
  - L – R (Ladislaus Rex)
  - S – L (ban Stephanus Babonić – Rex Ladislaus, 1280-1282?)
  - R – R – L (ban Radoslav Babonić – Rex Ladislaus, 1286-1288)
- Rei Andreu III (1290-1301)
  - R – A (Rex Andreas)
  - A – R (Andreas Rex)
  - S – A (ban Stephanus Babonić – Rex Andreas, 1300-1301)
  - R – ocell (Rex Andreas – ban Stephanus Babonić, 1300-1301)
  - A – ocell (Rex Andreas – ban Stephanus Babonić, 1300-1301)